# Darwin Piñeyrúa
Darwin Piñeyrúa (* 23. Dezember 1945 in Montevideo; † 11. Februar 1978) war ein uruguayischer Leichtathlet.

## Karriere
Die 1,85 Meter große Piñeyrúa war in der Disziplin Hammerwurf aktiv. Piñeyrúa belegte bei den Leichtathletik-Südamerikameisterschaften 1969 den 3. Platz. Bei den Leichtathletik-Südamerikameisterschaften 1971 gewann er Silber. In jenem Jahr nahm er auch an den Panamerikanischen Spielen teil und wurde Dritter. Er gehörte dem uruguayischen Aufgebot bei den Olympischen Sommerspielen 1972 in München an und fungierte als Fahnenträger der Mannschaft. Bei den Spielen erreichte er als 31. in der Qualifikation nicht das Finale. 1974 und 1975 wurde er jeweils Südamerikameister. Den Wettbewerb bei den Panamerikanischen Spielen 1975 beendete er als Achter.
Er ist auch heute (Stand: 15. Juni 2015) noch Inhaber des uruguayischen Landesrekords. Diese persönliche Karrierebestleistung erzielte er mit einer Weite von 63,18 Meter am 4. Mai 1974 in Montevideo.
Piñeyrúa, älterer Bruder des Journalisten Ricardo Piñeyrúa, verstarb im Alter von lediglich 32 Jahren an den Folgen eines Melanoms.

## Erfolge
- 3. Platz Panamerikanische Spiele 1971
- 1. Platz Südamerikameisterschaften: 1974, 1975
- 2. Platz Südamerikameisterschaften: 1971
- 3. Platz Südamerikameisterschaften: 1969

## Persönliche Bestleistungen
- Hammerwurf: 63,18 Meter, 4. Mai 1974, Montevideo